# Мекут
Мекут (*тай. แมกุ; д/н — 1581) — 15-й володар держави Ланна у 1551—1564 роках. У бірманців відомий як Юнбаїн (бірм. ယွန်းဘုရင်). Один із 37 натів (духів) в офіційному пантеоні бірманців.

## Життєпис

### Панування
Був нащадком Кхруа, сина Менграя. Був намісником Пхре, успадкувавши цю посаду від свого батька. 1551 року зумів зайняти Ланну, але через декілька місяців вимушен був тікати зі своєю столиці перед тиском військ Сеттатірата, правителя Лансангу. Втім невдовзі, в тому ж році, вигнав призначену правительку Чірапрапха. Був вимушен впровадити тяжкі податки для формування нової армії.

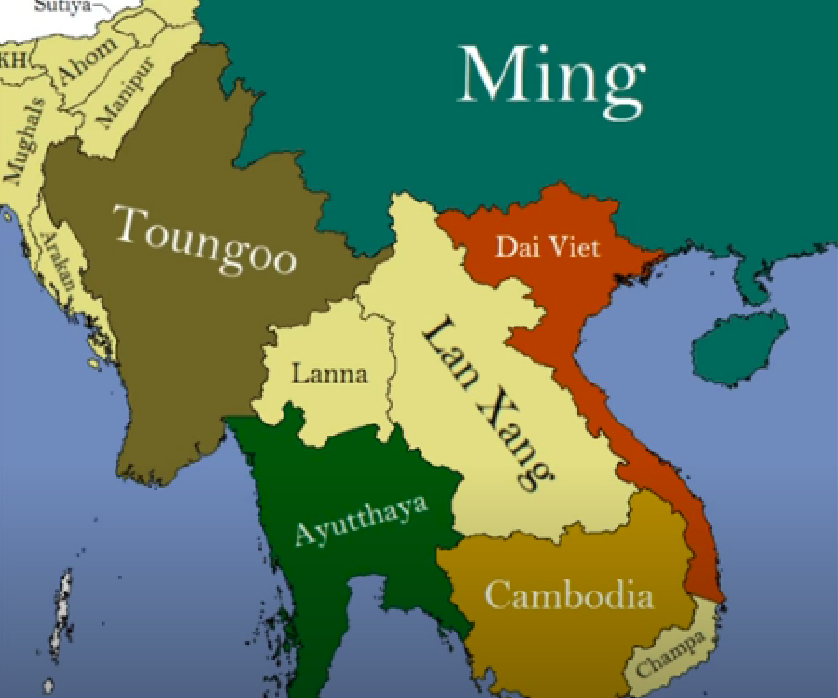
Ланна часів Мекута

1553 року стикнувся з новим вторгненням Сеттатірату, щоб відвоювати Ланну, але Мекут відбив напад. 1555 року почалося нове вторгнення військ Лансангу, які зуміли захопити Чіангсен і північ Ланни. Наслідком стало відокремлення князівства Мунгнай (Моннай). 1557 року вступив у протистояння з імперією Таунгу за владу над цим князівством. 1558 року почалося вторгнення Баїннауна, володаря імперії Таунгу. Мекут підкорився без бою, розглядаючі тепер останнього як противагу Сеттатірату і Маха Чаккрапхату, правителю Аюттхаї.
У 1563 році під впливом Аюттхаї повстав проти влади імперії Таунгу, проте зазнав поразки. 1564 року його було усунено з трону, замість якого поставлено його дружину Вісуттхітхеві.

### Подальша діяльність
Мекут з посади він був змушений переїхав до Пегу (столиці Таунгу). Під час його перебування в палаці Канбавзатхаді йому було надано резиденцію, увінчану багатоярусним дахом з п'яттою. Він помер від дизентерії в 1581 році.
Мекуті поклоняються як одному з 37 натів (духів) в офіційному пантеоні бірманської народної релігії, і єдиному, хто не мав бірманського походження. Посмертні зображення Мекуті як Юнбаїна зображують чоловіка, одягненого в бірманський царський одяг, який сидить на паліні (троні) і розмахує мечем у піхвах.